# Yan Valery
Yan Valery, né le 22 février 1999 à Champigny-sur-Marne, est un footballeur international tunisien qui évolue au poste d'arrière droit à Sheffield Wednesday.

## Biographie
Yan Valery naît à Champigny-sur-Marne (Val-de-Marne) d'un père martiniquais et d'une mère tunisienne.

### Débuts et formation
Passé par le Champigny FC 94, club de sa ville natale, Yan Valery rejoint le Stade rennais en 2013, à l'âge de quatorze ans.
Il est ensuite recruté par le Southampton FC en juillet 2015.

### Southampton FC
Le 12 février 2018, Valery signe son premier contrat professionnel avec Southampton.
Le 27 novembre, le défenseur français fait sa première apparition sous le maillot des Saints à l'occasion d'un match de League Cup contre Leicester City (0-0). Quatre jours plus tard, il joue sa première rencontre de Premier League en étant titularisé face à Manchester United (2-2).
Le 2 mars 2019, Valery inscrit son premier but avec Southampton lors d'un match de championnat contre Manchester United (défaite 3-2).

### Birmingham City
Le 1er février 2021, Valery est prêté jusqu'à la fin de la saison à Birmingham City.

### Angers SCO
Le dernier jour du mercato estival de 2022, Valery rejoint le Angers SCO pour un contrat de quatre saisons.

### Sélection nationale
Yan Valery participe au championnat d'Europe des moins de 17 ans en 2016 avec l'équipe de France de cette catégorie.
En septembre 2022, à l'approche de la coupe du monde, Valery choisit de représenter la Tunisie. En décembre 2023, il est retenu dans la liste des 27 joueurs tunisiens sélectionnés par Jalel Kadri pour disputer la coupe d'Afrique des nations 2023.

## Statistiques
| Saison                | Club                   | Championnat           | Championnat | Championnat | Championnat | Coupe nationale | Coupe nationale | Coupe nationale | Coupe de la Ligue | Coupe de la Ligue | Coupe de la Ligue | Tunisie | Tunisie | Tunisie | Total | Total | Total |
| Saison                | Club                   | Division              | M.          | B.          | P.d.        | M.              | B.              | P.d.            | M.                | B.                | P.d.              | M.      | B.      | P.d.    | M.    | B.    | P.d.  |
| 2018-2019             | Southampton FC         | Premier League        | 23          | 2           | 1           | -               | -               | -               | 1                 | 0                 | 0                 | -       | -       | -       | 24    | 2     | 1     |
| 2019-2020             | Southampton FC         | Premier League        | 11          | 0           | 0           | -               | -               | -               | 1                 | 0                 | 0                 | -       | -       | -       | 12    | 0     | 0     |
| 2020-2021             | Southampton FC         | Premier League        | 3           | 0           | 0           | 1               | 0               | 0               | -                 | -                 | -                 | -       | -       | -       | 4     | 0     | 0     |
| Sous-total            | Sous-total             | Sous-total            | 37          | 2           | 1           | 1               | 0               | 0               | 2                 | 0                 | 0                 | 0       | 0       | 0       | 40    | 2     | 1     |
| 2020-2021             | Birmingham City (prêt) | Championship          | 7           | 0           | 0           | -               | -               | -               | -                 | -                 | -                 | -       | -       | -       | 7     | 0     | 0     |
| 2021-2022             | Southampton FC         | Premier League        | 5           | 0           | 0           | 3               | 0               | 1               | 3                 | 0                 | 0                 | -       | -       | -       | 11    | 0     | 1     |
| 2022-2023             | Southampton FC         | Premier League        | 1           | 0           | 0           | -               | -               | -               | 1                 | 0                 | 0                 | -       | -       | -       | 2     | 0     | 0     |
| Sous-total            | Sous-total             | Sous-total            | 6           | 0           | 0           | 3               | 0               | 1               | 4                 | 0                 | 0                 | 0       | 0       | 0       | 13    | 0     | 1     |
| 2022-2023             | Angers SCO             | Ligue 1               | 30          | 0           | 0           | 1               | 0               | 0               | -                 | -                 | -                 | 3       | 0       | 0       | 34    | 0     | 0     |
| 2023-2024             | Angers SCO             | Ligue 2               | 35          | 0           | 2           | 1               | 0               | 0               | -                 | -                 | -                 | 5       | 0       | 0       | 41    | 0     | 2     |
| Sous-total            | Sous-total             | Sous-total            | 65          | 0           | 2           | 2               | 0               | 0               | -                 | -                 | -                 | 8       | 0       | 0       | 75    | 0     | 2     |
| 2024-2025             | Sheffield Wednesday    | Championship          | 38          | 3           | 4           | 1               | 0               | 0               | -                 | -                 | -                 | 2       | 0       | 0       | 41    | 3     | 4     |
| 2025-2026             | Sheffield Wednesday    | Championship          | 1           | 0           | 0           | -               | -               | -               | -                 | -                 | -                 | -       | -       | -       | 1     | 0     | 0     |
| Sous-total            | Sous-total             | Sous-total            | 39          | 3           | 4           | 1               | 0               | 0               | -                 | -                 | -                 | 2       | 0       | 0       | 42    | 3     | 4     |
| Total sur la carrière | Total sur la carrière  | Total sur la carrière | 154         | 5           | 8           | 7               | 0               | 1               | 6                 | 0                 | 0                 | 10      | 0       | 0       | 177   | 5     | 9     |